# Didymopanax plurifolius
Didymopanax plurifolius é uma espécie de planta pertencente ao gênero Didymopanax, e à família Araliaceae. É endêmica ao Brasil, ocorrendo apenas nos estados de Amazonas, Mato Grosso e Rondônia. De acordo com a União Internacional para a Conservação da Natureza, seu estado de conservação é vulnerável.